# Lerigau

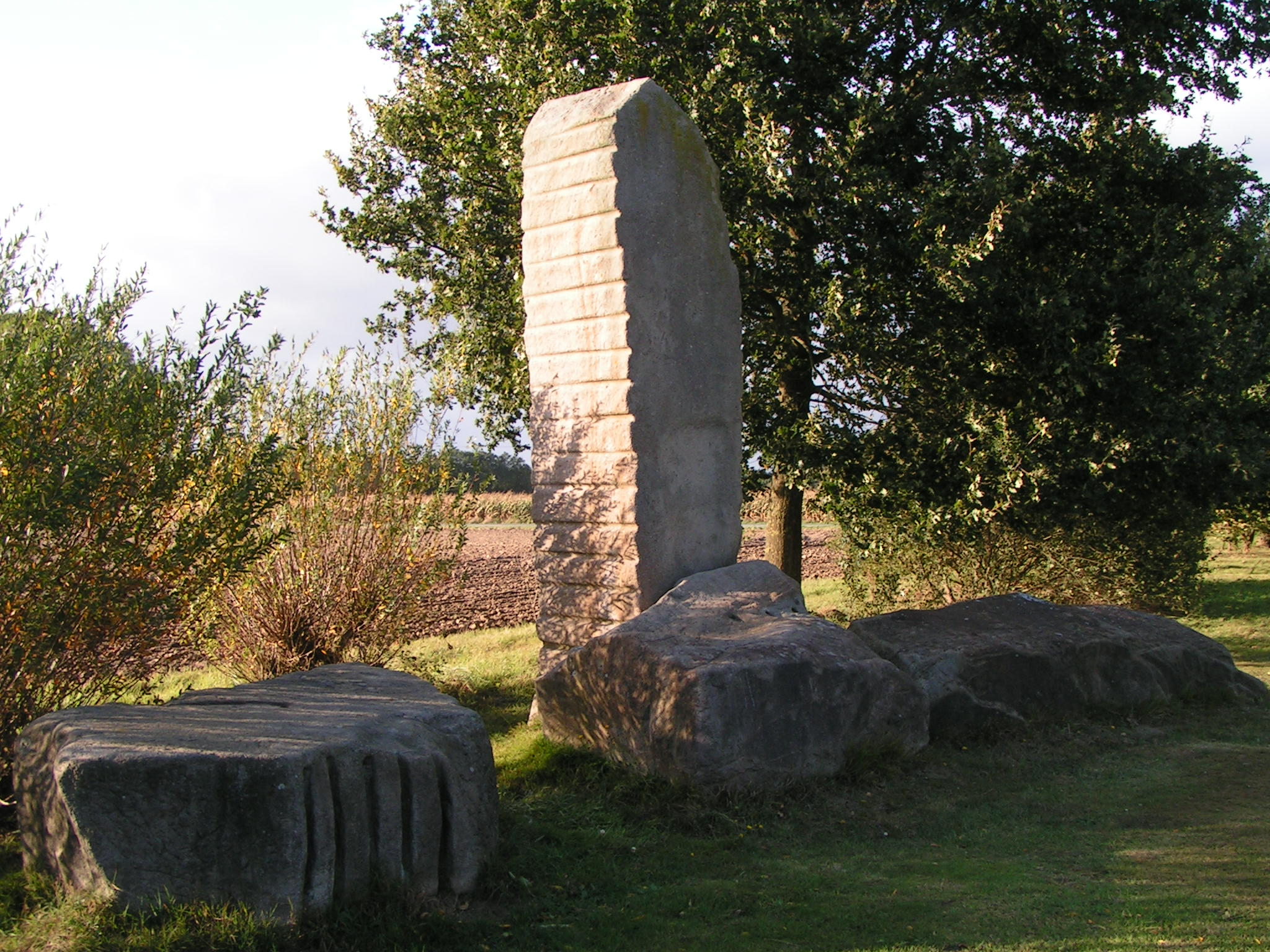
Gogerichtsstätte in Desum

Der Lerigau ist ein Bezirk im frühmittelalterlichen Sachsen. Er zog sich westlich der mittleren Hunte bis über die obere Soeste. Machtzentrum war Wildeshausen an der östlichen Grenze am Übergang eines von Südwesten kommenden Fernwegs über die Hunte.

## Geschichte
Abt Gerbert Castus leitete um 800 n. Chr. von Visbek aus die Christianisierung der Sachsen u. a. im Lerigau ein. Zuvor waren ab 780 n. Chr. von Karl dem Großen (* wahrscheinlich 2. April 747 oder 748; † 28. Januar 814 in Aachen) Missionssprengel zur Christianisierung der unterworfenen Sachsen errichtet worden, von denen die "cellula fiscbechi" (Visbek) laut Urkunde Ludwigs des Frommen vom 1. September 819 einen bildete. Diese Urkunde wird jedoch inzwischen als Totalfälschung aus dem späten 10. Jahrhundert angesehen. Spätestens ab dem Jahre 855 unterstand durch eine Schenkung Ludwigs des Deutschen der Missionsbezirk Lerigau dem Kloster Corvey.
Um 850 war Waltbert, der Sohn des sächsischen Grafen Wigbert und der Odrada und damit ein Enkel des Widukind, Gaugraf. Er wurde durch die Überführung der Gebeine des Märtyrers Alexander von Rom, die er von Rom nach Wildeshausen brachte, bekannt. Die Geschehnisse im Zusammenhang mit dieser Überführung sind in der Schrift De miraculis sancti Alexandri nachzulesen.
Die spätere Grafschaft Lerigau, im Jahr 947 urkundlich erwähnt, war Eigentum des Grafen Heinrich I., der im Jahr 955 zum Grafen von Westfalen ernannt wurde. Sein Sohn Hermann I. gilt als erster Spross der Grafen von Werl.
Das altsächsische Gogericht befand sich auf dem Desum (in der heutigen Gemeinde Emstek), ursprünglich der Ort des Things, der Volksversammlung mit Gerichtsbarkeit für den ganzen Lerigau.
Benachbart waren im Südwesten der Hasegau um Löningen und im Süden der Dersagau zwischen Vechta und Damme. Im Nordosten erstreckte sich der Largau zwischen Allermündung und Verden bis Oldenburg längs der Weser. Im Norden stieß er an den Ammergau.